# Bazální ganglia

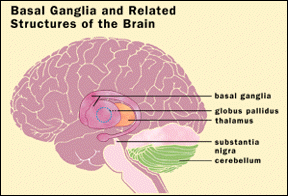
Bazální ganglia.

Bazální ganglia (latinsky Nuclei basales) jsou součástí koncového mozku (telencephalon) a také mimopyramidového systému hybnosti.

## Anatomie

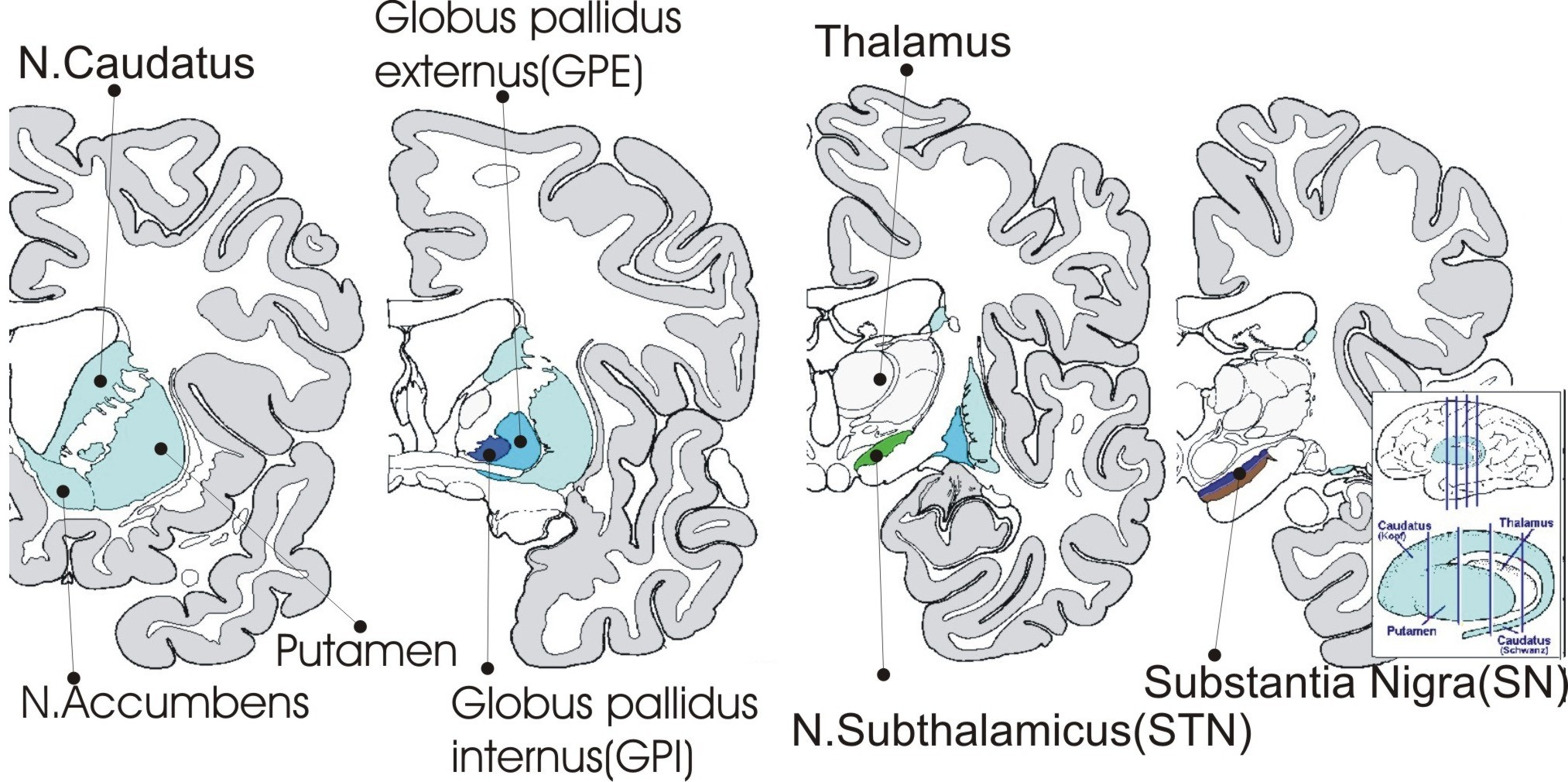
Topografie BG na frontálním řezu mozkem.

K bazálním gangliím řadíme nucleus caudatus (ocasaté jádro) a nucleus lentiformis (čočkovité jádro), které je složeno z putamen a globus pallidus. Jedná se o velká jaderná seskupení pod pláštěm mozkové kůry.
Funkčně se k bazálním gangliím řadí ještě nucleus subthalamicus (Luysi), substantia nigra a nucleus ruber, které anatomicky patří do středního mozku.

### Globus pallidus (pallidum)

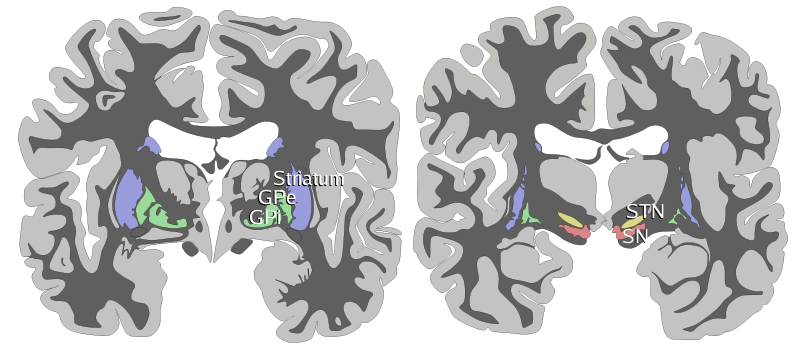
Uložení BG na řezu mozku:
Neostriatum – modře.
Globus pallidus – zeleně.
Nc. subthalamicus – žlutě.
Substantia nigra – červeně.

Globus pallidus je fylogeneticky starší částí bazálních ganglií, označuje se jako paleostriatum a končí v něm nervová vlákna z nc. caudatus a z putamen (tractus striopallidalis). Z pallida naopak vycházejí vlákna hlavní eferentní drahou ansa lenticularis k thalamu, hypothalamu, střednímu mozku (nc. ruber, substantia nigra) a k retikulární formaci mozkového kmene. Před globus pallidus leží ne zcela přesně ohraničená substantia innominata, ve které se nachází hlavní zdroj cholinergní inervace mozku – nucleus basalis Meynerti.

### Nucleus caudatus a putamen
Nucleus caudatus a putamen jsou fylogeneticky mladšími oddíly označovanými jako neostriatum, nebo pouze striatum. Přijímají vlákna z thalamu a mozkové kůry. V nc. caudatus končí svou dráhu vlákna z korových, hlavně tlumivých (supresorových) oblastí 2s, 4s, 8s. Předostřední část nc. caudatus a putamen se nazývá nc. accumbens a odlišuje se od nich mikroskopickou strukturou.
Propojení bazálních ganglií s mozkovou kůrou je poměrně bohaté a neomezuje se zdaleka na supresorové oblasti.

### Nigrostriátová dopaminergní dráha
Nigrostriátová dopaminergní dráha začíná v substantia nigra, odkud vedou nervová vlákna z těl neuronů do nc. caudatus, kde působí na excitační cholinergní a inhibiční GABA-ergní neurony. Ty pak zpětně tlumí činnost dopaminergních neuronů v substantia nigra. Globus pallidus má takové zpětné (reciproční) spojení s nc. subthalamicus.

### Capsula interna
V oblasti bazálních ganglií je důležité nahromadění nervových drah v capsula interna, která odděluje nc. lentiformis od mediální (střední) části nc. caudatus a thalamu. Na horizontálním řezu má capsula interna (která obsahuje nervová vlákna tvořící dráhy) tvar „V“ se dvěma rameny.
- V předním ramínku jsou thalamokortikální a kortikothalamická dráha, spojující thalamus s čelní mozkovou kůrou, dále frontopontinní dráhy a vlákna z kaudata do putamen.
- V zadním ramínku jsou uloženy dráhy kortikobulbární, kortikospinální, spoje thalamu k postcentrálnímu závitu kůry, dále dráha parietotemporopontinní a nakonec vlákna sluchové a zrakové.

Poškození capsula interna způsobí protilehlou spastickou hemiplegii (ochrnutí na opačné polovině těla).

## Fyziologie
U plazů, ptáků a dalších zvířat s rudimentární mozkovou kůrou vykonávají bazální ganglia nejvyšší funkce. Ptáci mají bazální ganglia vyvinuté v daleko větší míře, než je tomu u savců. Nejvyšším integračním centrem je u nich část bazálních ganglií zvaná hyperstriatum. U vyšších živočichů závisí jejich činnost na mozkové kůře, s níž mají vzájemné spoje a vytvářejí centrum koordinace úmyslných a neúmyslných pohybů. Zatímco vývojově mladší neostriatum se podílí na řízení celkových pohybů, tak starší paleostriatum reguluje svalové napětí.
Experimentální stimulací nc. caudatus byly utlumeny napínací reflexy, skrze tlumivé korové oblasti přes zpětné thalamokortikální vazby.
Bazální ganglia se zúčastňují organizace hybnosti, včetně volní pohybové aktivity. Jejich zvýšená činnost byla zaznamenána před začátkem pohybu, při stálých pomalých a cílených pohybech, naopak při rychlých, trhaných pohybech nikoli.
Metabolismus bazálních ganglií je vysoký: Např. spotřeba kyslíku v této tkáni in vitro u psa je vyšší než v mozkové kůře!

## Patologie
Při poškození bazálních ganglií u člověka dochází k různému stupni poruch. Podle charakteristických příznaků rozlišujeme dvě skupiny poruch:
1. Hypertonicko-hypokinetický syndrom (Parkinsonova choroba)
2. Hypotonicko-hyperkinetický syndrom (Huntingtonova choroba)

### Hypertonicko-hypokinetický syndrom (Parkinsonova choroba)
Vzniká při poškození pallida a substantia nigra (např. při chronické encefalitidě).
Příznaky:
- Svalová rigidita – hlavně na flexorech (ohýbačích), způsobuje charakteristický postoj (záda jsou ohnutá, paže připažené a ohnuté, kolena přikrčená), volní i mimovolní hybnost se stává těžší a propriorecepční reflexy se hůře vybavují.
- Oslabení a ochuzení pohybů – změny jemných pohybů prstů a mimiky tváře, obličej má výraz „masky“.
- Třes – narůstá při projevech emocí a mizí ve spánku.
- Slinění, pocení, vyměšování kožního mazu – vegetativní příznaky.

### Hypotonicko-hyperkinetický syndrom (Huntingtonova choroba)
Vzniká při poškození neostriata.
Příznaky
- Hyperkineze – charakteristické bezděčné pohyby.
- Chorea – rychlé, prudké záškuby svalů s motorickým účinkem.
- Atetóza – mimovolné, pomalé, kroutivé pohyby hlavně mimických a ručních svalů.
- Myoklonie – záškuby ve svalech podobné chorei, ale bez motorického účinku.
- Hemibalismus – vzniká při poškození nc. subthalamicus (Luysi) a typické pro něj jsou pohyby napodobující vrh koulí.